# Llista de municipis de Badajoz

Mapa municipal

La província de Badajoz té aquests 496 municipis.
| Nom                       | Població (2002) |
| ------------------------- | --------------- |
| Acedera                   | 897             |
| Aceuchal                  | 5.344           |
| Ahillones                 | 1.158           |
| Alange                    | 2.038           |
| La Albuera                | 1.799           |
| Alburquerque              | 5.622           |
| Alconchel                 | 2.042           |
| Alconera                  | 737             |
| Aljucén                   | 260             |
| Almendral                 | 1.404           |
| Almendralejo              | 28.030          |
| Arroyo de San Serván      | 3.922           |
| Atalaya                   | 353             |
| Azuaga                    | 8.580           |
| Badajoz                   | 136.851         |
| Barcarrota                | 3.616           |
| Baterno                   | 389             |
| Benquerencia de la Serena | 980             |
| Berlanga                  | 2.637           |
| Bienvenida                | 2.350           |
| Bodonal de la Sierra      | 1.208           |
| Burguillos del Cerro      | 3.243           |
| Cabeza del Buey           | 5.957           |
| Cabeza la Vaca            | 1.610           |
| Calamonte                 | 6.136           |
| Calera de León            | 1.093           |
| Calzadilla de los Barros  | 855             |
| Campanario                | 5.723           |
| Campillo de Llerena       | 1.731           |
| Capilla                   | 212             |
| Carmonita                 | 639             |
| El Carrascalejo           | 75              |
| Casas de Don Pedro        | 1.737           |
| Casas de Reina            | 228             |
| Castilblanco              | 1.293           |
| Castuera                  | 6.989           |
| La Codosera               | 2.309           |
| Cordobilla de Lácara      | 1.026           |
| La Coronada               | 2.409           |
| Corte de Peleas           | 1.297           |
| Cristina                  | 548             |
| Cheles                    | 1.332           |
| Don Álvaro                | 668             |
| Don Benito                | 32.023          |
| Entrín Bajo               | 639             |
| Esparragalejo             | 1.532           |
| Esparragosa de la Serena  | 1.129           |
| Esparragosa de Lares      | 1.107           |
| Feria                     | 1.435           |
| Fregenal de la Sierra     | 5.295           |
| Fuenlabrada de los Montes | 2.046           |
| Fuente de Cantos          | 5.059           |
| Fuente del Arco           | 776             |
| Fuente del Maestre        | 6.819           |
| Fuentes de León           | 2.718           |
| Garbayuela                | 547             |
| Garlitos                  | 774             |
| La Garrovilla             | 2.599           |
| Granja de Torrehermosa    | 2.533           |
| Guareña                   | 7.383           |
| La Haba                   | 1.471           |
| Helechosa de los Montes   | 764             |
| Herrera del Duque         | 3.836           |
| Higuera de la Serena      | 1.208           |
| Higuera de Llerena        | 422             |
| Higuera de Vargas         | 2.194           |
| Higuera la Real           | 2.551           |
| Hinojosa del Valle        | 593             |
| Hornachos                 | 3.832           |
| Jerez de los Caballeros   | 9.613           |
| La Lapa                   | 315             |
| Lobón                     | 2.666           |
| Llera                     | 955             |
| Llerena                   | 5.549           |
| Magacela                  | 666             |
| Maguilla                  | 1.120           |
| Malcocinado               | 533             |
| Malpartida de la Serena   | 765             |
| Manchita                  | 754             |
| Medellín                  | 2.378           |
| Medina de las Torres      | 1.494           |
| Mengabril                 | 450             |
| Mèrida                    | 50.780          |
| Mirandilla                | 1.358           |
| Monesterio                | 4.610           |
| Montemolín                | 1.652           |
| Monterrubio de la Serena  | 2.920           |
| Montijo                   | 15.453          |
| La Morera                 | 786             |
| La Nava de Santiago       | 1.146           |
| Navalvillar de Pela       | 4.870           |
| Nogales                   | 756             |
| Oliva de la Frontera      | 5.881           |
| Oliva de Mérida           | 1.963           |
| Olivença                  | 10.762          |
| Orellana de la Sierra     | 340             |
| Orellana la Vieja         | 3.278           |
| Palomas                   | 726             |
| La Parra                  | 1.416           |
| Peñalsordo                | 1.463           |
| Peraleda del Zaucejo      | 634             |
| Puebla de Alcocer         | 1.414           |
| Puebla de la Calzada      | 5.527           |
| Puebla de la Reina        | 907             |
| Puebla de Obando          | 2.045           |
| Puebla de Sancho Pérez    | 2.891           |
| Puebla del Maestre        | 906             |
| Puebla del Prior          | 565             |
| Pueblonuevo del Guadiana  | 1.987           |
| Quintana de la Serena     | 5.150           |
| Reina                     | 217             |
| Rena                      | 657             |
| Retamal de Llerena        | 528             |
| Ribera del Fresno         | 3.398           |
| El Risco                  | 219             |
| La Roca de la Sierra      | 1.590           |
| Salvaleón                 | 2.177           |
| Salvatierra de los Barros | 1.927           |
| San Pedro de Mérida       | 829             |
| San Vicente de Alcántara  | 5.908           |
| Sancti-Spíritus           | 287             |
| Santa Amalia              | 4.398           |
| Santa Marta               | 4.157           |
| Los Santos de Maimona     | 7.899           |
| Segura de León            | 2.297           |
| Siruela                   | 2.391           |
| Solana de los Barros      | 2.750           |
| Talarrubias               | 3.609           |
| Talavera la Real          | 5.255           |
| Táliga                    | 738             |
| Tamurejo                  | 276             |
| Torre de Miguel Sesmero   | 1.274           |
| Torremayor                | 1.044           |
| Torremejía                | 2.091           |
| Trasierra                 | 718             |
| Trujillanos               | 1.379           |
| Usagre                    | 2.072           |
| Valdecaballeros           | 1.384           |
| Valdelacalzada            | 2.599           |
| Valdetorres               | 1.379           |
| Valencia de las Torres    | 811             |
| Valencia del Mombuey      | 793             |
| Valencia del Ventoso      | 2.307           |
| Valverde de Burguillos    | 372             |
| Valverde de Leganés       | 3.804           |
| Valverde de Llerena       | 803             |
| Valverde de Mérida        | 1.138           |
| Valle de la Serena        | 1.532           |
| Valle de Matamoros        | 491             |
| Valle de Santa Ana        | 1.220           |
| Villafranca de los Barros | 12.568          |
| Villagarcía de la Torre   | 1.023           |
| Villagonzalo              | 1.410           |
| Villalba de los Barros    | 1.696           |
| Villanueva de la Serena   | 24.191          |
| Villanueva del Fresno     | 3.497           |
| Villar de Rena            | 1.627           |
| Villar del Rey            | 2.322           |
| Villarta de los Montes    | 645             |
| Zafra                     | 15.373          |
| Zahínos                   | 3.026           |
| Zalamea de la Serena      | 4.554           |
| La Zarza                  | 3.619           |
| Zarza-Capilla             | 483             |